# 拉瓦雷拉峰
46°35′06″N 11°58′16″E / 46.585026°N 11.971061°E

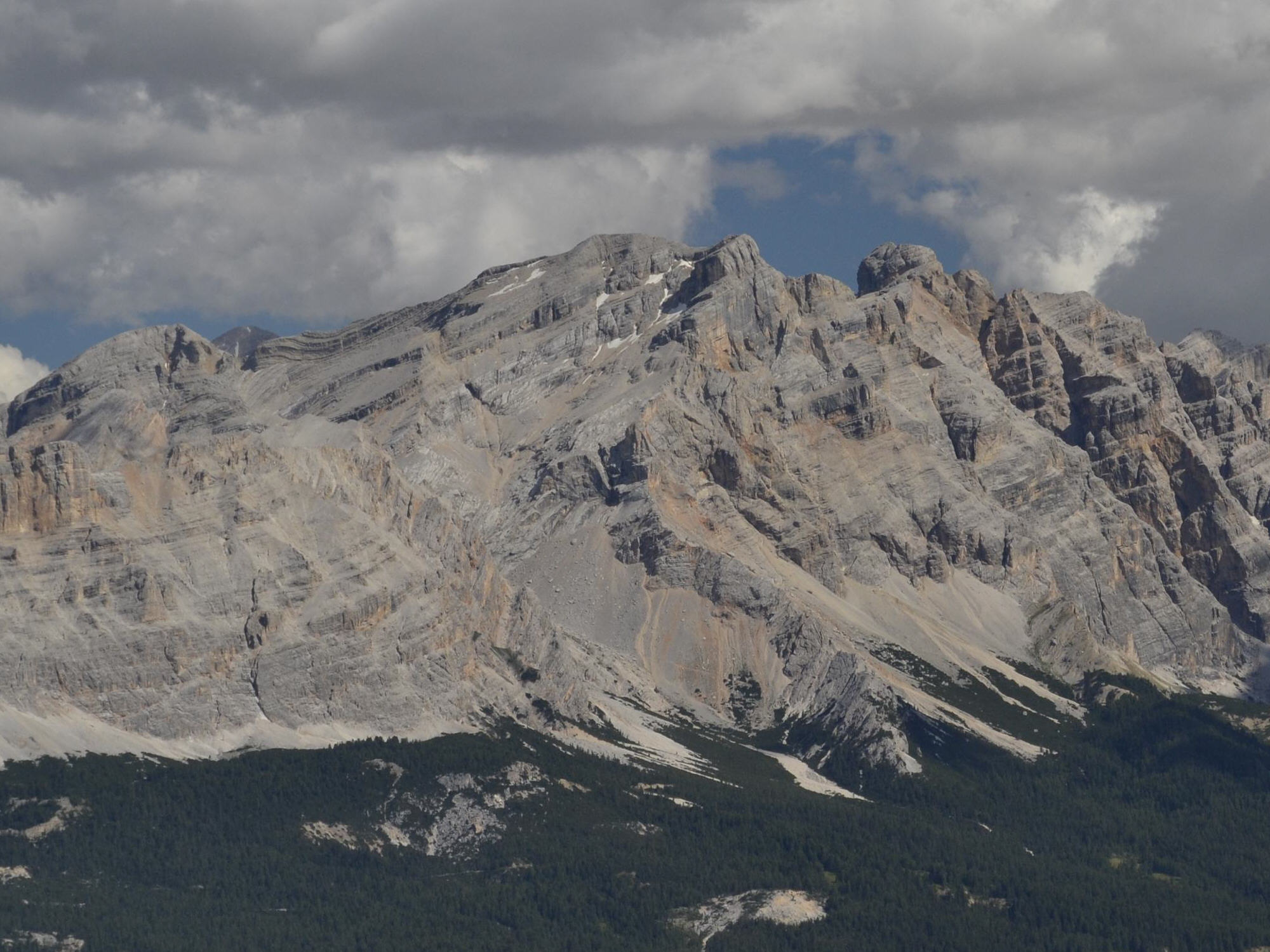

拉瓦雷拉峰（義大利語：La Varella），是意大利的山峰，位於該國東北部，由特倫蒂諾-上阿迪傑大區負責管轄，屬於法內斯山脈的一部分，距離昆圖林斯峰1.1公里，海拔高度3,055米。